# Pakistan Railways FC
El Pakistan Railways FC es un equipo de fútbol de Pakistán que juega en la PFF League, la segunda categoría de fútbol en el país.

## Historia
Fue fundado en el año 1950 en la ciudad de Lahore y es uno de los equipos de fútbol más viejos de Pakistán creado por un grupo de trabajadores de la Pakistan Railways, la empresa ferroviaria del país.
El club fue campeón nacional en dos ocasiones en la época amateur del fútbol pakistaní, y para la temporada 2005 logra el ascenso por primera vez en la Liga Premier de Pakistán, aunque regresa a la segunda categoría dos años después.

## Palmarés
- Pakistan National Championship: 2

1969, 1984.
- Pakistan Football Federation League: 1

2005
- Aga Khan Gold Cup: 1

1963

## Jugadores

### Jugadores destacados
- Waseem Ullah
- Zulfiqar Abdul Sattar
- Nadeem Ashraf